# Cattedrale di Vannes
La cattedrale di San Pietro (in francese: Cathédrale Saint-Pierre de Vannes) è il principale luogo di culto cattolico di Vannes, nel dipartimento del Morbihan. La chiesa, sede del vescovo di Vannes, è monumento storico di Francia dal 1904.

## Galleria d'immagini

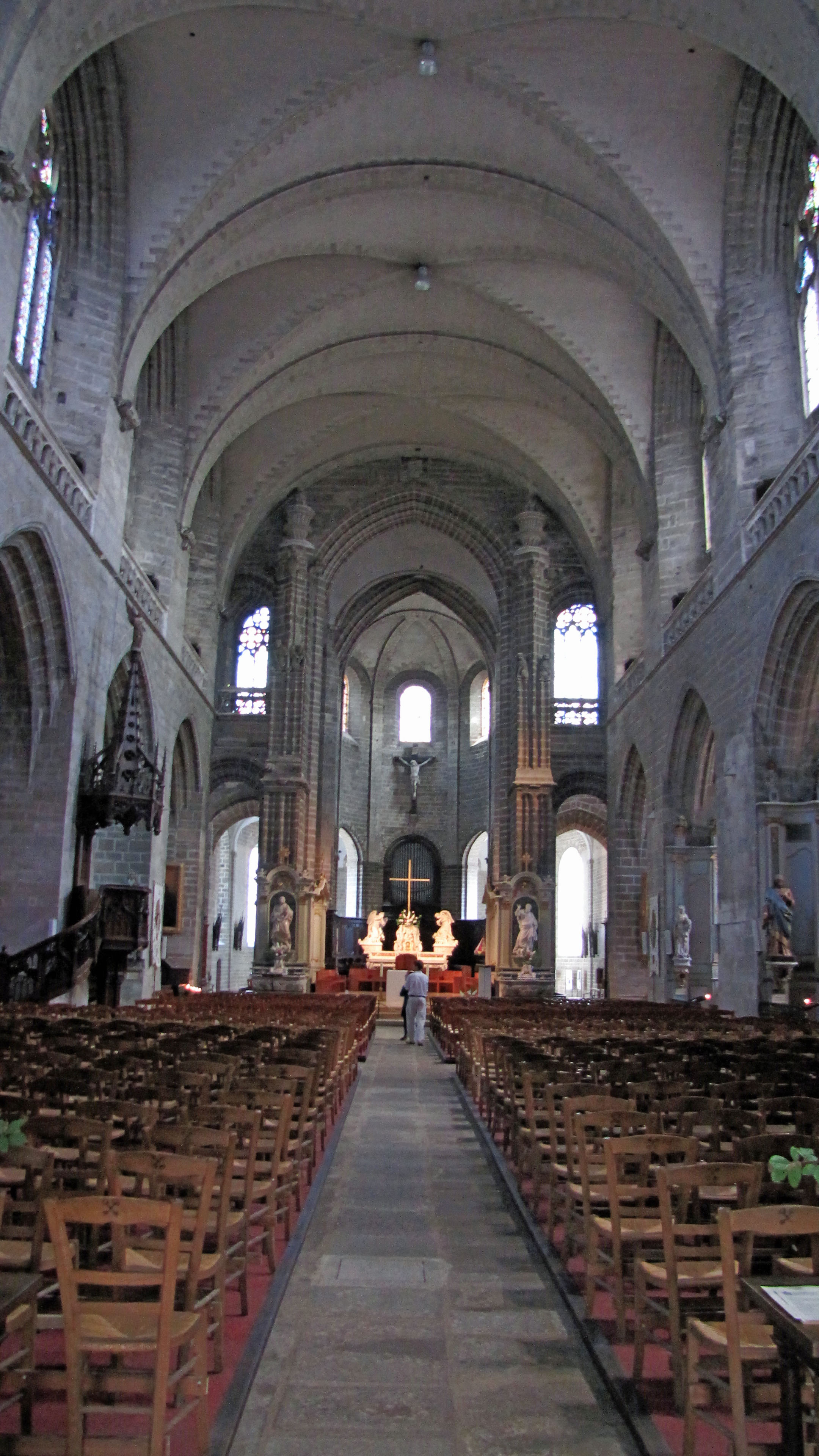
Navata centrale
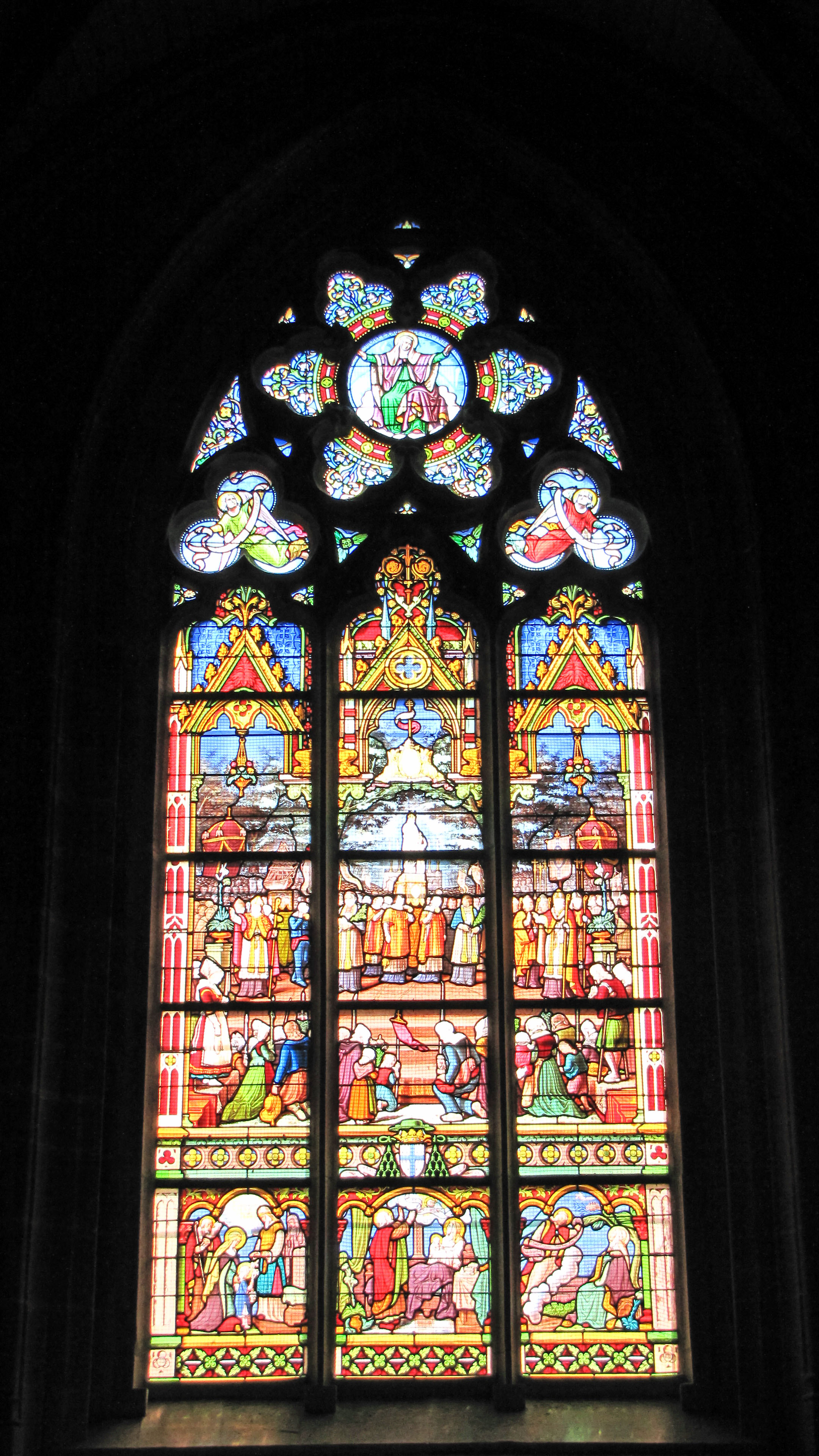
Vetrata
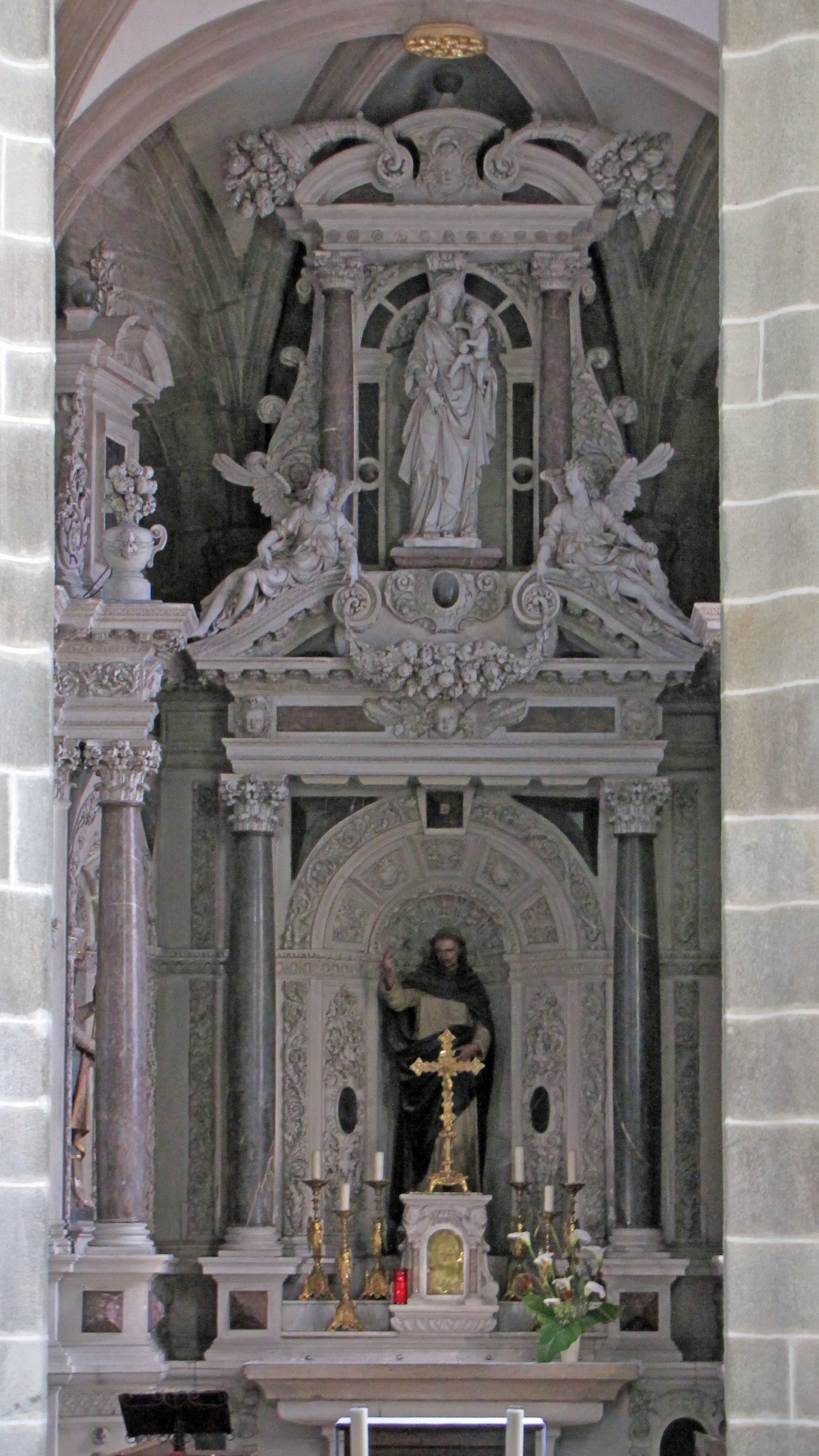
Altare della riserva eucaristica
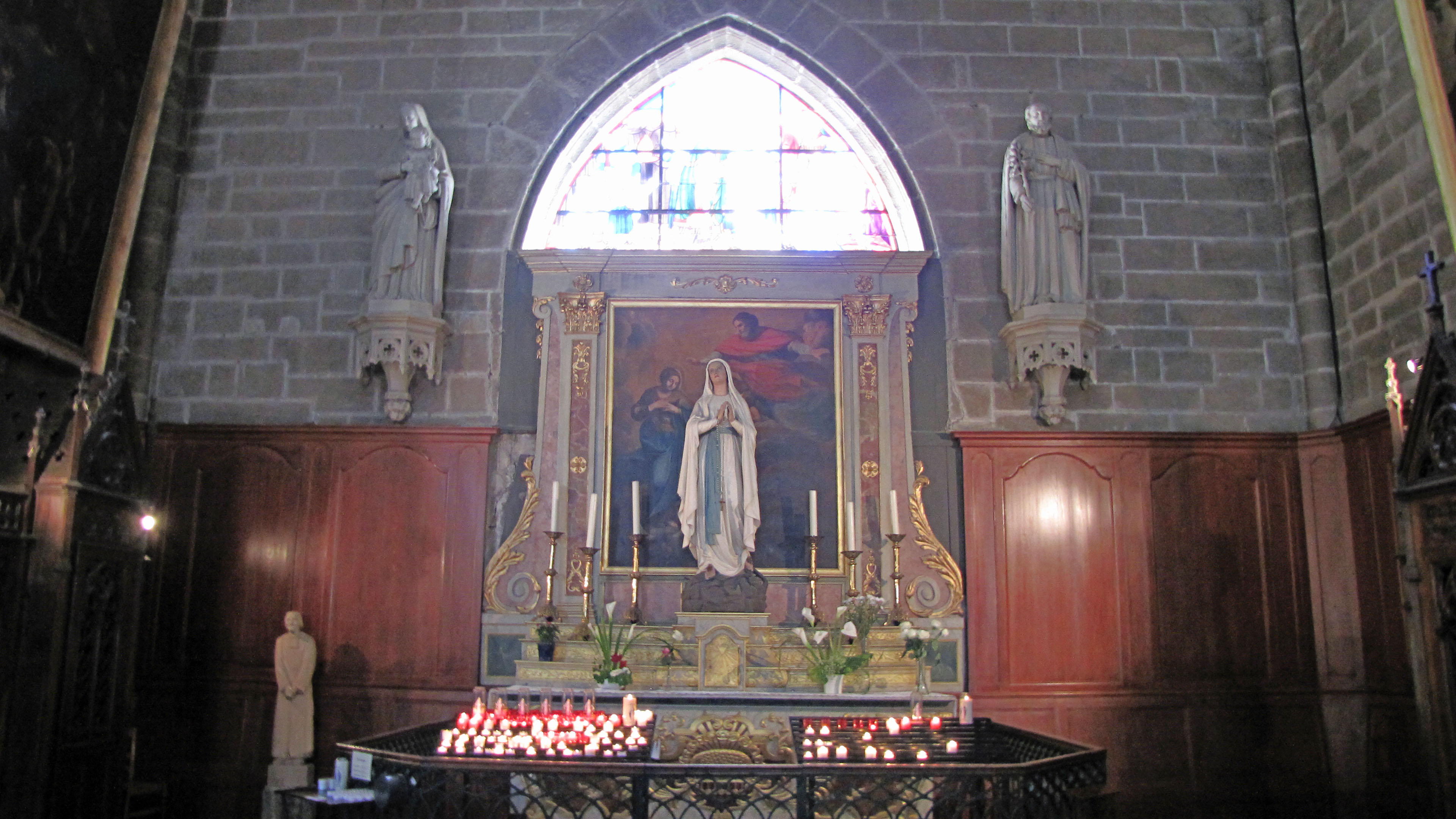
Cappella per la venerazione della Vergine Maria
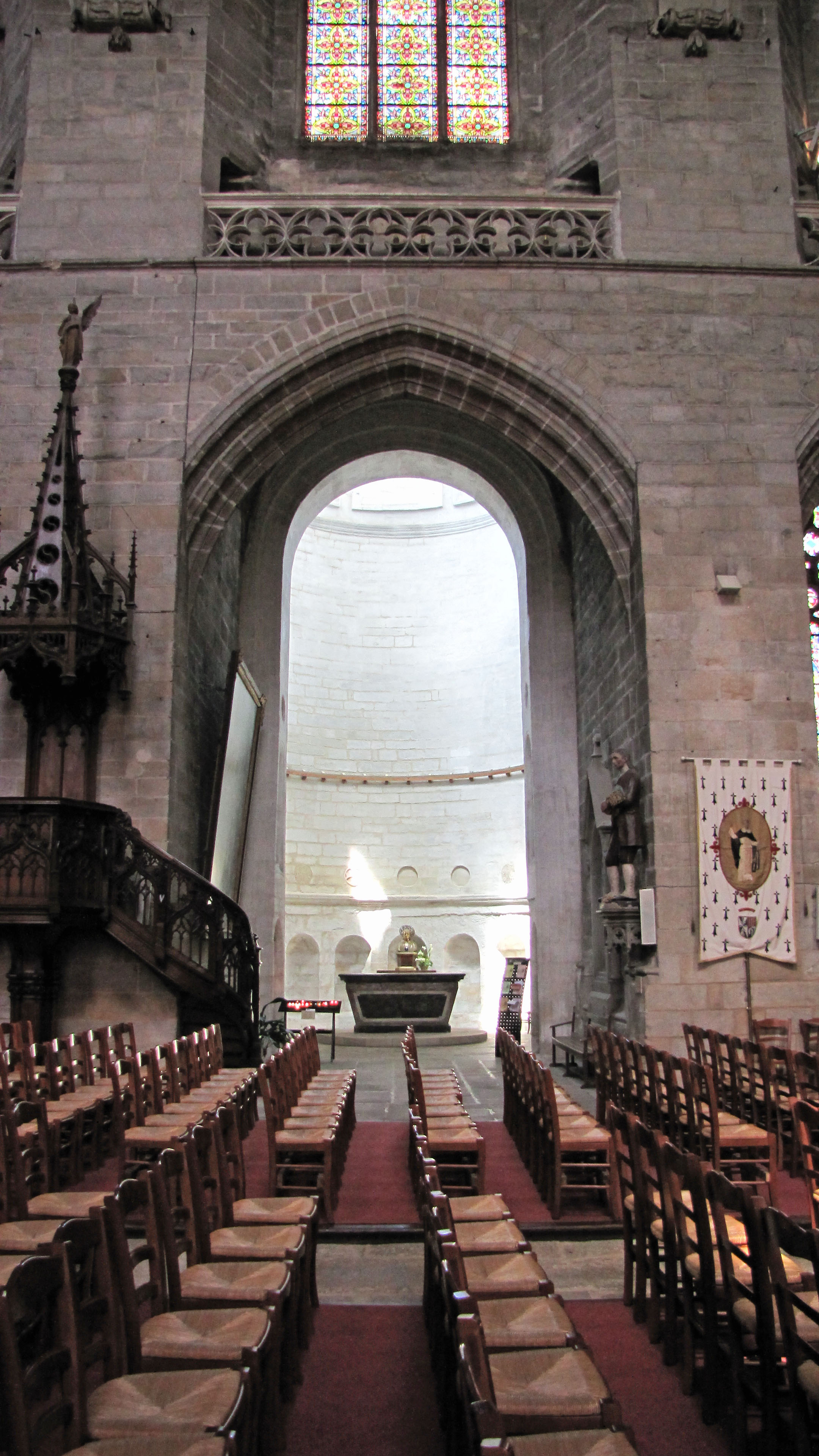
Cappella con il sarcofago di san Vincenzo Ferreri
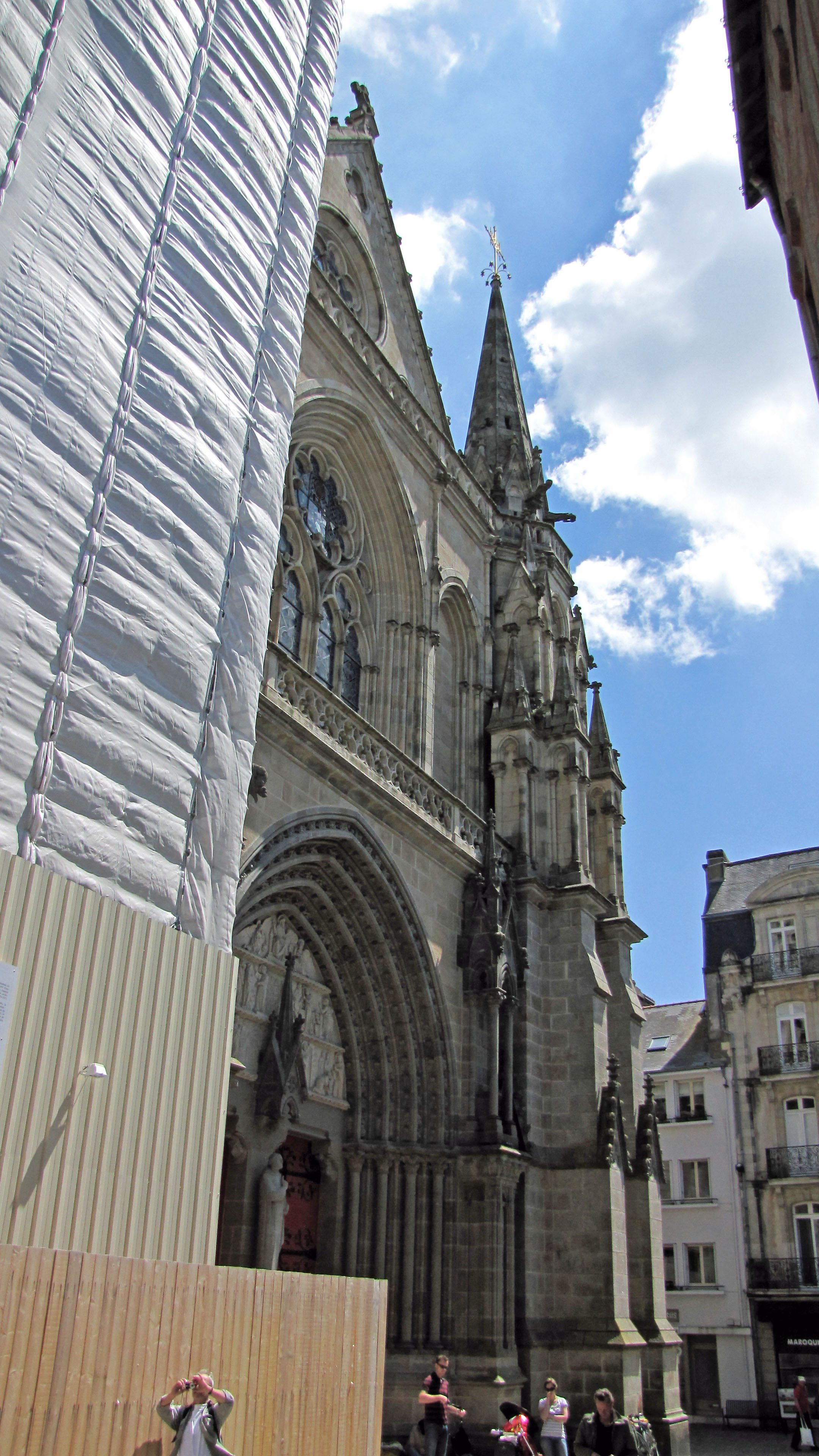
Facciata